# Robert Milton
Robert Milton (né Robert Davidor le 24 janvier 1885 en Russie, mort le 13 janvier 1956 à Los Angeles) est un réalisateur et scénariste américain.

## Biographie
Né en Russie, il a émigré en Amérique quand il était enfant. Il a commencé sa carrière en tant qu'acteur au théâtre, puis assistant réalisateur aux côtés de Richard Mansfield.
, 

## Filmographie

### Scénariste
- 1921 : The Land of Hope de Edward H. Griffith
- 1930 : Sin Takes a Holiday de Paul L. Stein
- 1931 : The Lady Refuses de George Archainbaud

### Réalisateur
- 1929 : Harming Sinners
- 1929 : L'Aspirant détective (The Dummy)
- 1930 : Outward Bound
- 1930 : Sous le maquillage (Behind the Make-Up)
- 1931 : Husband's Holiday
- 1931 : Devotion
- 1931 : The Bargain
- 1932 : Westward Passage
- 1933 : Strange Evidence
- 1934 : The Luck of a Sailor
- 1934 : Bella Donna (en)